# Odenwald Eberbach
Das FFH-Gebiet Odenwald Eberbach ist ein im Jahr 2004 durch das Regierungspräsidium Karlsruhe nach der Richtlinie 92/43/EWG (Fauna-Flora-Habitat-Richtlinie) angemeldetes Schutzgebiet (Schutzgebietskennung DE-6520-341) im Neckar-Odenwald-Kreis und im Rhein-Neckar-Kreis in Baden-Württemberg. Mit Verordnung des Regierungspräsidiums Karlsruhe zur Festlegung der Gebiete von gemeinschaftlicher Bedeutung vom 12. Oktober 2018 (in Kraft getreten am 11. Januar 2019) wurde das Schutzgebiet festgelegt. Das FFH-Gebiet ist Bestandteil des europäischen Schutzgebietsnetzes Natura 2000.

## Beschreibung
Das FFH-Gebiet umfasst eine Höhle, eine ausgedehnte Waldlandschaft im Sandsteinodenwald mit tief eingeschnittenen Wiesentälern, eine Basaltkuppe mit Blockhalde sowie ein Schlucht- und Buchenwald und großem Wiesengebiet.

## Schutzzweck
Folgende Lebensraumtypen nach Anhang I der FFH-Richtlinie kommen im Gebiet vor:
- Artenreiche Borstgrasrasen
- Feuchte Hochstaudenfluren
- Magere Flachland-Mähwiesen
- Silikatschutthalden der kollinen bis montanen Stufe
- Kalkschutthalden der kollinen bis montanen Stufe
- Kalkfelsen mit Felsspaltenvegetation
- Schlucht- und Hangmischwälder
- Erlen-Eschen- und Weichholzauenwälder
- Silikatfelsen mit Felsspaltenvegetation
- Nicht touristisch erschlossene Höhlen
- Hainsimsen-Buchenwälder
- Waldmeister-Buchenwälder
- Fließgewässer mit flutender Wasservegetation
- Natürliche und naturnahe nährstoffreiche Stillgewässer mit Laichkraut- oder Froschbiss-Gesellschaften